# Tiamin
Tiamin, imenovan tudi vitamin B1, spada pod B vitamine. Ima kemijsko formulo C12H17N4OS. Tiamin je topen v vodi, metanolu, glicerolu in netopen v acetonu, etru, kloroformu ter benzenu. Ob segrevanju razpade. Njegova kemična struktura je iz pirimidalnega obroča in tiazolnega obroča.
Znan je kot vitamin za bister um, pomemben je za funkcije živčevja in metabolizmu ogljikovih hidratov. Pomanjkanje vitamina se kaže v različnih simptomih, ki jih imenujemo bolezen beriberi. V razvitem svetu je stanje pomanjkanja tiamina najpogosteje posledica kroničnega alkoholizma. Priporočeni dnevni odmerek tega vitamina za odrasle je 1 mg do 1,5 mg. 

## Delovanje
Uravnava encime, ki sodelujejo v kemičnih reakcijah, v katerih se glukoza spreminja v energijo. Sodeluje pri pridobivanju energije, potrebne za delovanje organizma. Pomaga pri morski bolezni in slabosti, pomaga pri zdravljenju herpesa zostra.

## Tiamin v prehrani
Naravni viri vitamina B1 so kvas, riževe luščine, nerafinirana žitna zrna, polnovedna žita, soja, jajčni rumenjak, oves, arašidi, otrobi, mleko, večina zelenjave, ribe, pusta svinjina, fige.